# Jimbiri
Jimbiri est une petite ville du Togo située dans la préfecture de Bassar, dans la région de la Kara

## Géographie
Jimbiri est situé à environ 48 km de Bassar, chef-lieu de la préfecture.

## Vie économique
- Marché paysan
- Atelier ferblanterie

## Lieux publics
- École primaire
- Infirmerie